# Football Manager 2013
Football Manager 2013 (abbreviato come Football Manager 13 o FM13) è un videogioco manageriale di calcio. Il 19 ottobre 2012 è uscita una versione Beta del gioco per chiunque lo avesse preordinato. Invece, il 26 ottobre, a 7 giorni dall'uscita del gioco, è stata pubblicata anche la Demo. Il gioco è in vendita dal 2 novembre 2012 ed è disponibile per Microsoft Windows e macOS.

## Nuove caratteristiche
Di seguito sono elencate le nuove caratteristiche del gioco:
- Motore Grafico 3D migliorato
- Nuovi incarichi all'interno dello staff
- Interazione con i media migliorata
- Tantissimi miglioramenti nel gioco multi-player
- Classifiche mondiali
- FM13 avrà una nuova interfaccia per la modalità “carriera”
- Allenamenti migliorati
- Regimi fiscali realistici

Inoltre ci sarà l'introduzione della modalità  “Challenge” e della Classic Mode o più semplicemente FMC. Quest'ultima offrirà per la prima volta delle nuove modalità di gioco, più semplici e immediate, che permetteranno ai giocatori di concentrarsi solo sugli aspetti più importanti e divertenti della professione di allenatore. Invece la modalità “Challenge” permetterà al giocatore di affrontare affascinanti scenari che metteranno alla prova le capacità manageriali in un limitato periodo di tempo, solitamente mezza stagione. Questa modalità è basata su sfide quali ad esempio cercare di vincere un campionato con una squadra composta solo di giovani promesse o salvare un team che si trova all'ultimo posto in classifica alla fine del girone di andata.